# گینس (نوشیدنی)
گینس (به انگلیسی: Guinness) نام آبجویی ایرلندی با رنگی تیره و طعمی مانند قهوه و یکی از موفق‌ترین مارک‌های آبجو تولید شرکت بریتانیایی دیاجیو در دنیاست که به بسیاری از نقاط جهان صادر می‌شود. معمولاً درصد الکل آن پایین است ولی این مورد بستگی به منطقه تولید آن نیز دارد.

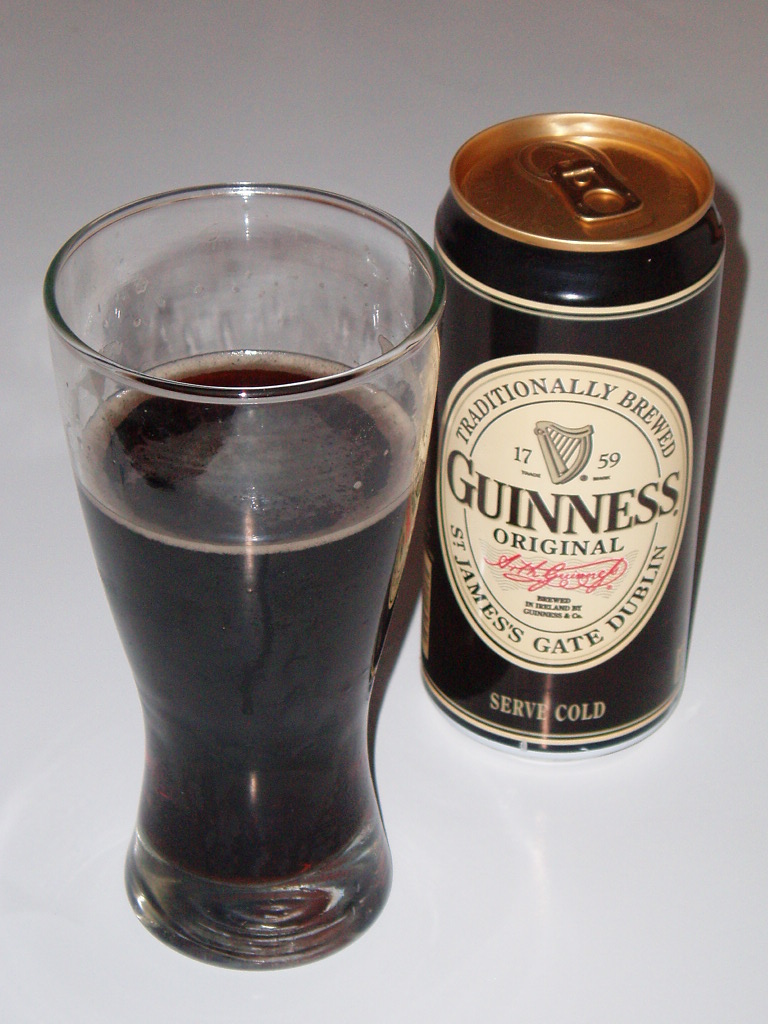
یک قوطی آبجوی گینس

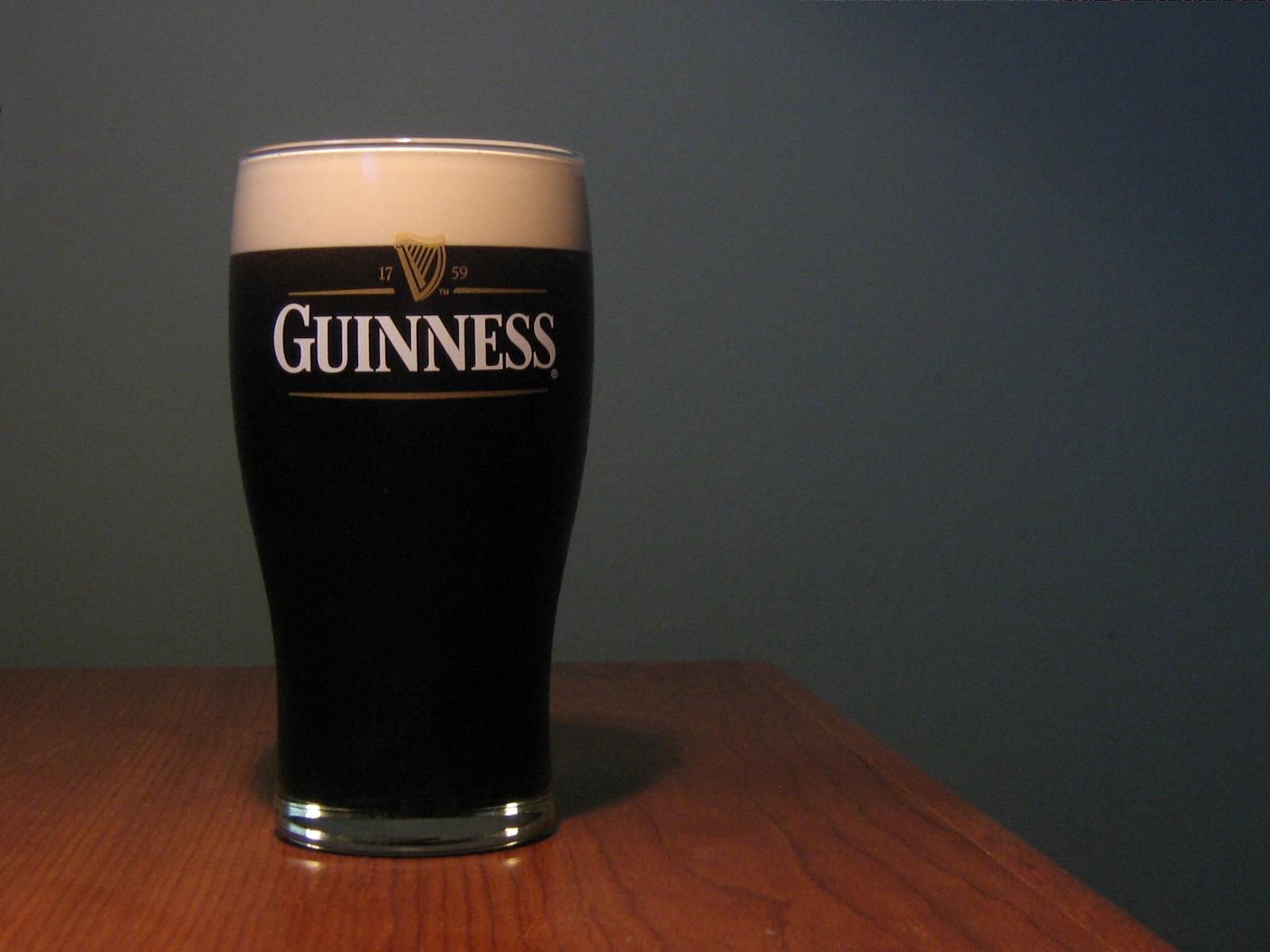
گینس